# La Justice de l'ancillaire
La Justice de l'ancillaire (titre original : Ancillary Justice) est un roman de science-fiction de l'écrivaine américaine Ann Leckie, publié en 2013 puis traduit en français et publié en 2015. Il s'agit du premier roman de l'auteur et le premier d'une trilogie de space opera, Les Chroniques du Radch, se déroulant dans l'univers Radchaai.

## Résumé
Le roman suit le personnage de Breq, ancillaire du vaisseau Justice de Toren, un corps humain contrôlé par l'intelligence artificielle du vaisseau. Détruit 19 ans plus tôt, rien ne reste du Justice de Toren à l'exception de Breq, seul ancillaire survivant. Depuis 19 ans, elle cherche le moyen de résoudre la situation qui a conduit à sa destruction, dans un espace du Radch immense contrôlé par Anaander Minaaï, une seule personne dans des milliers de corps.

## Accueil critique et récompenses
La Justice de l'ancillaire est très bien accueilli par la critique. Il remporte de plus le prix Hugo du meilleur roman 2014, le prix Nebula du meilleur roman 2013, le prix British Science Fiction du meilleur roman 2013, le prix Arthur-C.-Clarke 2014, le prix Locus du meilleur premier roman 2014, le prix Sydney J. Bounds du meilleur nouvel auteur 2014 et enfin le Kitschies Golden Tentacle du meilleur premier roman 2013.

## Description
La couverture de l'édition américaine du roman chez l'éditeur Orbit est du britannique John Harris.

## Éditions
- Ancillary Justice, Orbit, 1er octobre 2013, 409 p.  (ISBN 978-0-316-24662-0)
- La Justice de l'ancillaire, J'ai lu, coll. « Nouveaux Millénaires », 23 septembre 2015, trad. Patrick Marcel, 443 p.  (ISBN 978-2-290-11134-5)
- La Justice de l'ancillaire, J'ai lu, coll. « Science-fiction » no 11828, 7 juin 2017, trad. Patrick Marcel, 505 p.  (ISBN 978-2-290-11143-7)
- La Justice de l'ancillaire, dans le recueil Les Chroniques du Radch - Intégrale, J'ai lu, coll. « Science-fiction », 10 septembre 2025, trad. Patrick Marcel, 1 184 p.  (ISBN 978-2-290-42191-8)